# Nikolaj Vavilov
Nikolaj Ivanovitsj Vavilov (Russisch: Николай Иванович
Вавилов) (Moskou, 25 november [O.S. 13 november] 1887 – Saratov, 26 januari 1943) was een prominent Russische plantkundige, plantenveredelaar en geneticus. Hij was afkomstig uit een familie van textielhandelaren en de oudere broer van Sergej Vavilov. Vavilov werd in 1941 onder Jozef Stalin ter dood veroordeeld voor zijn aanhang van Mendeliaanse genetica. Dit werd omgezet naar een gevangenisstraf van twintig jaar, maar hij verhongerde twee jaar later.
Hij hield zich voornamelijk bezig met de verbetering van landbouwgewassen en kwam in 1926 met een theorie over de genencentra of oorsprongsgebieden van gecultiveerde plantensoorten.

## Loopbaan
In 1910 studeerde Vavilov af aan de Timiryazev Landbouwacademie van Moskou. Van 1917 tot 1921 was hij professor aan de landbouwkundige afdeling van de Saratov Staatsuniversiteit. Van 1924 tot 1935 was hij directeur van de Lenin Al-Unie Academie van Landbouwwetenschappen in Leningrad. Hij zocht daarbij naar gewassen die bestand waren tegen de omstandigheden in de Sovjet-Unie. Zo liet hij wereldwijd kiemplasma van mogelijk bruikbare gewassen verzamelen in een genenbank om deze te onderzoeken en te gebruiken bij plantenveredeling. Daartoe bezocht hij in twintig jaar tijd 64 landen tijdens 115 expedities en wist zo 60.000 wilde zaadmonsters te verzamelen. In combinatie met expedities door zijn studenten kwam hij zo tot 250.000 monsters en stond zo aan de basis van moderne zadenbanken.

## Werk
Vavilov streefde al vanaf jonge leeftijd om een einde te maken aan hongersnoden. Hij bestudeerde de afweer van planten met William Bateson, de grondlegger van genetica. In 1919 stelde hij een theorie op over de immuniteit bij planten en formuleerde in 1920 de wet van homologische reeksen bij genetische veranderlijkheid.
Onder invloed van het werk van de Zwitserse botanicus Alphonse de Candolle publiceerde Vavilov in 1926 Tsentry proiskhozhdeniya kul'turnikh rasteniy (Centra van oorsprong van gecultiveerde planten) waarin hij zijn theorie van genencentra (center of origin) van de belangrijkste gewassen uiteenzette. Hij kwam tot acht regio's, meer gebaseerd op intuïtie dan op data uit onderzoek. In Afrika was nog weinig onderzoek gedaan, dus dit bleef onderbelicht, maar afgezien daarvan klopte het beeld redelijk, al zou het begrip later verfijnd worden.
Verder formuleerde Vavilov een theorie betreffende een specifieke vorm van mimesis met betrekking tot door de mens gedomesticeerde gewassen. Onkruiden bootsen de zaden van de gedomesticeerde gewassen na, zodat ze door de mens verspreid worden.

## Gevangenschap

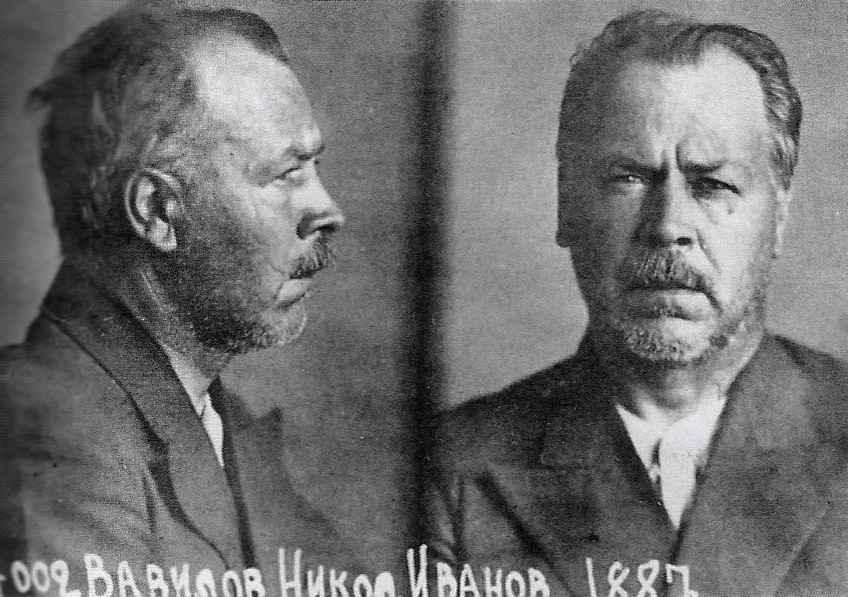
Vavilov in gevangenschap in 1942

Vavilov had eerder Trofim Lysenko ondersteund in diens werk, maar deze verwierp de Mendeliaanse genetica en het principe van natuurlijke selectie. In plaats daarvan stelde Lysenko dat er sprake was van vererving van verworven eigenschappen. Vavilov bleef hier weerstand tegen bieden en verdedigde de Mendeliaanse genetica. Lysenko verkreeg echter de gunst van Stalin en wist zo zijn tegenstanders te minimaliseren. Velen werden ontslagen, terwijl anderen gevangen werden gezet, of zelfs ter dood veroordeeld.
Vavilov werd op 6 augustus 1940 gearresteerd en in juli 1941 ter dood veroordeeld. Het jaar daarop werd dit omgezet in een gevangenisstraf van twintig jaar, maar in 1943 stierf hij door verhongering.

## Na zijn dood
Na de dood van Stalin kwam Nikita Chroesjtsjov aan de macht en verminderde de invloed van Lysenko, tot deze uiteindelijk in ongenade viel. Vavilov werd in ere hersteld en in 1965 stelde de Russische Academie van Wetenschappen de Vavilovprijs in en in 1968 de Vavilov-medaille.
Het oude instituut van Vavilov werd opgeheven in 1992 na het uiteenvallen van de Sovjet-Unie, maar het nieuwe Russische instituut dat het opvolgde draagt zijn naam, het Al-Russische Instituut voor Plantenindustrie N.I. Vavilov. Ook enkele andere instituten dragen zijn naam.

## Opmerkelijke prestaties
- 60 expedities
- Principes van kunstmatige selectie in planten
- Immuniteitsdoctrine bij planten
- Verdediging van de genetica tegen het Lysenkoïsme

## Publicaties
- Земледельческий Афганистан. (1929) (Landbouwkundig Afghanistan)
- Селекция как наука. (1934) (Selectie als wetenschap)
- Закон гомологических рядов в наследственной изменчивости. (1935) (De wet van homologe series in genetische mutatie gevoeligheid)
- Учение о происхождении культурных растений после Дарвина. (1940) (De theorie van de evolutie van gekweekte planten naar Darwin)

## Vavilov-effect
Alloploïden en hybriden vertonen de neiging om meer op de ene of de andere oudersoort te gaan lijken wanneer ze in dezelfde habitat groeien als of samen voorkomen met die oudersoort.
- Bibsys: 90162771
- Biblioteca Nacional de España: XX899635
- Bibliothèque nationale de France: cb11939752t (data)
- Author citation (botany): Vavilov
- CiNii: DA00361847
- Gemeinsame Normdatei: 119398710
- International Standard Name Identifier: 0000 0001 1507 0288
- Library of Congress Control Number: n82078092
- Nationale Bibliotheek van Letland: 000064709
- Bibliotheek van het Japanse parlement: 00459618
- Nationale Bibliotheek van Tsjechië: js2005269500
- Nationale Bibliotheek van Israël: 987007278444005171
- Nationale Bibliotheek van Polen: a0000001182483
- Nederlandse Thesaurus van Auteursnamen: 070190100
- Russische Staatsbibliotheek: 000083005
- LIBRIS: 212060
- SNAC: w6557vzn
- Système universitaire de documentation: 027332713
- Virtual International Authority File: 32004721
- WorldCat: E39PBJxt3rBhQGbcmCy997JJjC